# Relais 4 × 100 mètres masculin aux Jeux olympiques d'été de 1996 (athlétisme)
Navigation
Barcelone 1992 Sydney 2000
L'épreuve du relais 4 × 100 mètres masculin aux Jeux olympiques de 1996 s'est déroulée les 2 et 3 août 1996 au Centennial Olympic Stadium d'Atlanta, aux États-Unis. Elle est remportée par l'équipe du Canada (Robert Esmie, Glenroy Gilbert, Bruny Surin, Donovan Bailey).

## Résultats

### Finale
| Rang               | Athlètes                                                        | Pays       | Temps   | Notes |
| ------------------ | --------------------------------------------------------------- | ---------- | ------- | ----- |
| Médaille d'or      | Robert Esmie Glenroy Gilbert Bruny Surin Donovan Bailey         | Canada     | 37 s 69 |       |
| Médaille d'argent  | Jon Drummond Tim Harden Michael Marsh Dennis Mitchell           | États-Unis | 38 s 05 |       |
| Médaille de bronze | Arnaldo da Silva Robson da Silva Edson Ribeiro André Domingos   | Brésil     | 38 s 41 |       |
| 4                  | Kostya Rurak Serhiy Osovych Oleh Kramarenko Vladyslav Dolohodin | Ukraine    | 38 s 55 |       |
| 5                  | Peter Karlsson Torbjörn Mårtensson Lars Hedner Patrik Strenius  | Suède      | 38 s 67 |       |
| 6                  | Andrés Simón Joel Lamela Joel Isasi Luis Alberto Pérez-Rionda   | Cuba       | 39 s 39 |       |
| 7                  | Hermann Lomba Régis Groisard Pascal Théophile Needy Guims       | France     | DNF     |       |
| 8                  | Aziz Zakari Christian Nsiah Albert Agyemang Emmanuel Tuffour    | Ghana      | DNS     |       |

## Légende
Records et Performances
- AR : Record continental (area record)
- CR : Record des championnats (championship record)
- MR : Record du meeting (meet record)
- NR : Record national (national record)
- OR : Record olympique (olympic record)
- PR : Record paralympique (paralympic record)
- PB : Record personnel (personal best)
- SB : Meilleure performance personnelle de la saison (season's best)
- WL : Meilleure performance mondiale de l'année (world leader)
- WJR : Record du monde junior (world junior record)
- WR : Record du monde (world record)

Circonstances et Conditions
- DNF : N'a pas terminé (did not finish)
- DNS : N'a pas pris le départ (did not start)
- DQ : Disqualification (disqualification)
- NM : Aucun essai valable enregistré (No Mark)
- Q : Qualifié « directement » au prochain tour (ou à la prochaine compétition), lors d'une compétition majeure, grâce au classement ou à la réalisation des minima (automatic qualifier)
- q : Qualifié au prochain tour (ou à la prochaine compétition), lors d'une compétition majeure, grâce au repêchage ou à la réalisation de l'une des meilleures performances parmi celles des « non qualifiés directement » (grâce au meilleur temps ou à la meilleure distance par exemple) (secondary qualifier)